# Grönt fluorescerande protein

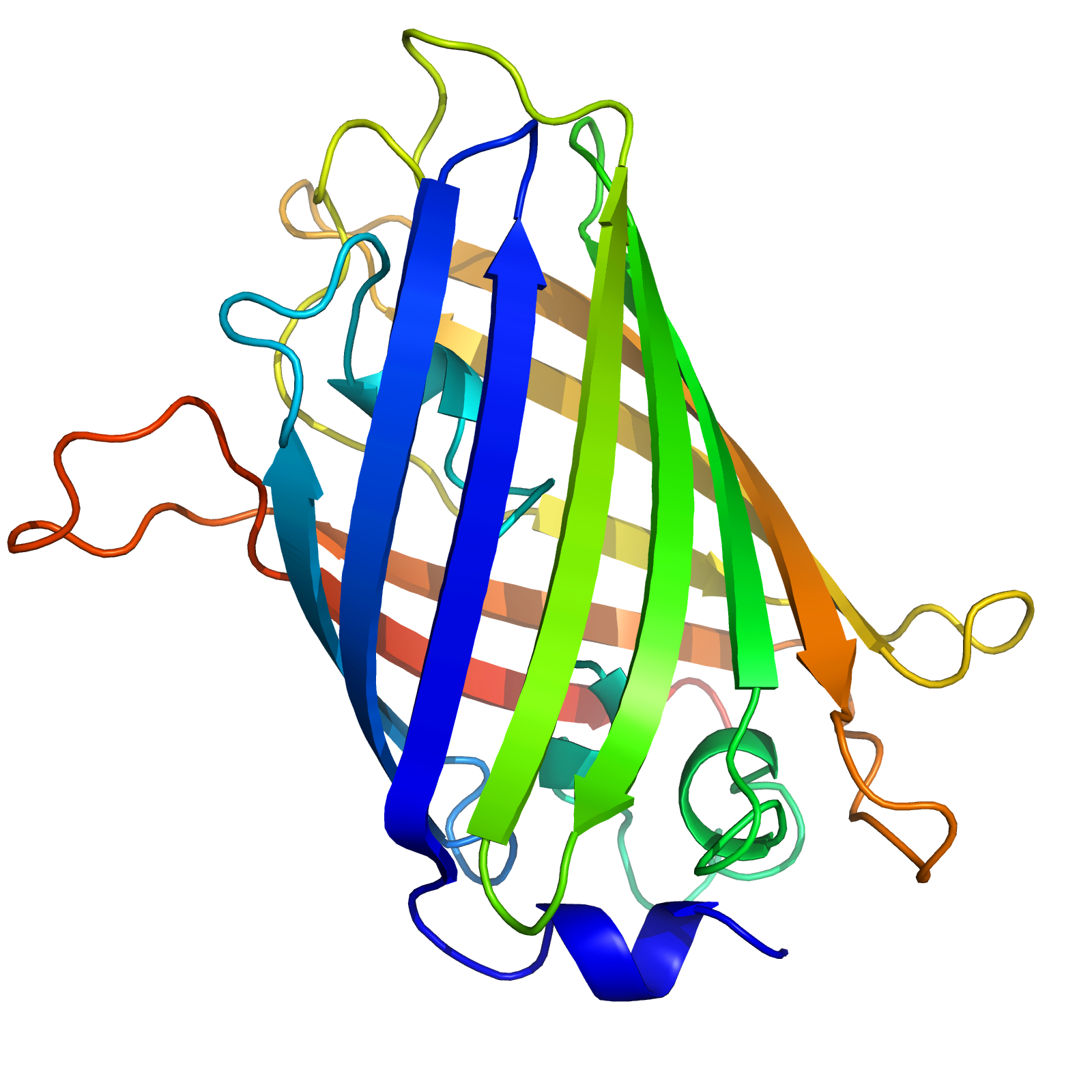
Strukturen på GFP

Grönt fluorescerande protein (GFP) är ett protein, bestående av 238 aminosyror, som fluorescerar grönt vid belysning med blått eller ultraviolett ljus. Proteinet påträffades ursprungligen i maneten Aequorea victoria och avger ljus som är på den gröna delen inom det synliga spektrumet. Det var Osamu Shimomura som först upptäckte detta fenomen, och han isolerade och utvann proteinet från de speciella maneterna. För detta fick han Nobelpriset i kemi 2008 tillsammans med Martin Chalfie och Roger Tsien som utvecklade användningen för proteinet.
Genom att isolera genen som tillverkar GFP och gentekniskt koppla ihop denna med en celltyp man vill studera, kan man studera celler eller förloppet inom celler. Inom cell- och molekylärbiologi är GFP ett ovärderligt redskap som gör det möjligt för forskarna att studera cellers livsprocesser med blotta ögat.

## Historia
Det var under 1960- och 70-talet som GFP och ett annat protein vid namn aequorin först renades från Aequorea victoria och dess egenskaper undersöktes av Osamu Shimomura. I maneten lyser aequorin med ett blått ljus när proteinet interagerar med kofaktorn Ca2+. Dess energi övergår sedan till GFP som gör att manetens ljus övergår till svagt grönt ljus.
1992 klonade Douglas Prasher GFP-genen för första gången. Det är först när man klonar en gen som man får den fulla kemiska förståelsen för hur den fungerar. För när man får DNA-sekvensen får man även protein-sekvensen. Detta hade alltså stor betydelse för den fortsatta forskningen på GFP.
Efter proteinet hade blivit renat gick det upp för ett flertal forskare, däribland Martin Chalfie, att man kanske kunde använda GFP i biologiska processer. Chalfie kom därför med idén att binda GFP till en promotor, alltså startsekvensen då DNA kodas för bildning av protein. 
Chalfie visade 1993 att det gick att uttrycka GFP i E. coli-bakterier för att få dem att lysa grönt och därefter i celler i en rundmask, C. elegans. Detta innebar alltså att proteinet inte var specifikt för maneter.
Roger Tsien förklarade 1994 hur proteinet fungerade och utvidgade spektrumet så att man kan få fluorescens i andra färger, något som gör att man kan studera olika fysiologiska effekter samtidigt. Upptäckten och utvecklingen av grönt fluorescerande protein tilldelades Nobelpriset i kemi 2008. Priset delades lika mellan Shimomura, Chalfie och Tsien.

## Användningsområden
Grönt fluorescerande protein används flitigt idag inom biologisk forskning, både inom grundforskning och tillämpad forskning. Det som gör det användbart är att man kan märka in väldigt specifika beståndsdelar i till exempel en cellkärna för att kunna studera olika fysiologiska förlopp och hur olika proteiner spelar roll i dessa. Proteinet har använts för att framställa självlysande husdjur, till exempel Glofish, som dock inte är tillåtna i EU.